# Политика трёх «всех»
Политика трёх «всех» (яп. 三光作戦 санко сакусэн) — тактика выжженной земли, применявшаяся японскими войсками на территории Китая во время японо-китайской войны 1937—1945 годов. Три всё означало: «убить всё, сжечь всё, ограбить всё» (кит. 殺光、燒光、搶光). Политика трёх «всех» была впервые применена после организованного в декабре 1940 года коммунистами контрнаступления китайских войск, известного как «Битва ста полков». В современной японской историографии используется термин «стратегия "выжечь до пепла"» (яп. 燼滅作戦 дзинмэцу сакусэн).
Термин «три „всё“» получил известность в Японии после выхода в 1957 году книги «Три „всё“: признания японцев в совершении военных преступлений во время войны в Китае» (яп. 三光、日本人の中国における戦争犯罪の告白 санко нихондзин но тюгоку ни окэру сэнсо хандзай но кокухаку), в которой были описаны признания японских ветеранов в военных преступлениях, совершённых ими по приказу генерала Ясудзи Окамуры. Публикация книги была прервана после того, как издатели стали получать многочисленные угрозы от японских милитаристов и ультранационалистов.

## История
Политика трёх «всех» была впервые применена генералом Рюкити Танакой в 1940 году. В полной мере она была введена в 1942 году в северном Китае генералом Ясудзи Окамурой. Он разделил территорию пяти провинций на ряд районов. Эти районы затем были разделены на «усмирённые», «полуусмирённые» и «неусмирённые». Использование политики трёх «всех» было одобрено имперской ставкой приказом номер 575 от 3 декабря 1941 года. В ходе политики трёх «всех» осуществлялось сжигание деревень и изъятие зерна у крестьян. Целью политики трёх «всех», согласно заявлению правительства Японии, являлось уничтожение «врагов, прикидывающихся мирными жителями» и «всего мужского населения в возрасте от 15 до 60 лет, которое подозревалось в пособничестве врагам».В «Основах реализации первой фазы возобновления боевых действий в Цзиньчжун» конкретно указаны «Цели и методы уничтожения  военного потенциала»：
1.Враги и враги в костюмах местных жителей: убить.
2.Жители от 15 до 60 лет, которых считают враждебными: убить.
3.Оружие, боеприпасы, инструменты, взрывчатые вещества и т. д., спрятанные противником, и зерно, которое, как считается, было собрано противником: конфисковать и увезти, в крайнем случае сжечь.
4.Документы, использованные противником: сжечь, уничтожить.
5.Враждебные деревни: сжечь, разрушить.

### 1940
Согласно имеющимся историческим сведениям, в период со 2 октября по 30 ноября 1940 года японские войска приказали провести зачистку районов Тайхан и Тайю в приграничных районах цзиньцзилуюй от Восьмой армии：
Эта битва полностью отличается от прошлой, но цель состоит в том, чтобы полностью уничтожить Восьмую армию и ее базовые районы. Все люди, находящиеся на территории врага, должны быть убиты, как мужчины, так и женщины и дети; все дома должны быть сожжены; все зерно, которые нельзя перевезти, должно быть сожжено; горшки и миски должны быть разбиты, все колодцы должны быть сожжены.
Эта боевая стратегия фактически воплощена в принципах «убить всех», «сжечь всех» и «ограбить всех» в отношении мирных жителей и невооруженного персонала. Например, когда Ёсиро Кикучи, солдат 59-й дивизии японской армии, вспомнил ситуацию того времени, он сказал:
Каждый раз, когда наши японские солдаты шли в деревню, мы разрушали всю мебель  и сжигали дома. Мы часто говорим, что если подразделение численностью около 500 человек разместится на ночь в деревне с населением около 100 семей, то эта деревня, вероятно, не восстановится в течение десяти лет. Однако для японской армии это и есть цель.
Командир бригады 10-й бригады Кентаро Кавада издал приказ:：
Связать всех мужчин, которые могут работать, не оставлять скота и зерна. Тогда они не смогут больше жить. Уничтожьте мебель, кастрюли и сковороды и вычистите лопатой.
C сентября 1940 г. до конца года японские военные операции в Шаньси включали:
В конце августа последовательные рейды проводились более чем в десяти уездах, включая уезд Ляо (Цзоцюань), Хешунь, Юйшэ и Усян, которые повторялись три раза. Восемьдесят процентов домов в округе Ляо и поселке У были сожжены,  десятки деревень сгорели дотла. 4 сентября японская армия арестовала 80 жителей деревни Гоцзячжуан и заперла их в пещерных жилищах. Затем их расстреляли из пулеметов и забросали гранатами. Из них 76 человек погибли и 4 остались живы под грудой трупов. 8 сентября японская армия окружила деревню Ханьси в уезде Шоуян, убив 364 человека. 19 сентября японские солдаты убили 216 человек из деревни Янтоя уезда Шоуян. 22-го японцы убили 105 человек в устье Хуочуань в уезде Юйсянь, что составляет около четверти населения деревни. Более 400 домов в деревне были сожжены. 23-го числа 45 жителей деревни были убиты и 1955 домов сожжены в поселке Сицзин уезда Личэн. Утром 3 октября японская армия сожгла более 600 домов и предприятий в Чицзянлинге и сожгла более 300 000 фунтов зерна. Днем в Кайфу они сожгли более 600 домов и предприятий и сожгли более 150 000 фунтов зерна. 9 октября японские солдаты убили 48 жителей деревни Нанрен и сожгли более 400 домов. 13 октября японская армия сожгла более 210 домов и убила более 30 животных в деревне Наньяо.
Начиная с 19 октября японцы «зачистили» уезд Хешунь, уезда Сиян, убив более 2000 местных жителей. Среди них более 300 жителей были убиты в деревне Сиюй (18 ноября они снова вошли в деревню, чтобы убить 386 человек, сожгли более 400 домов и разграбили всю еду и имущество). 21-го числа японцы провели «зачистку» в Юшупине, уезд Хешун, убив более 150 раненых и сельских жителей Восьмой армии, сожгли более 300 домов и убили четыре семьи в деревне. В конце ноября японские войска снова «зачистили» уезд Хешун. 28 числа в деревне Нанрен было убито 40 человек, вывезено большое количество еды и скота. 29-го числа 108 человек были убиты в деревне Пингсонг и сожжены более 40 домов.
Начиная с 22 октября японцы «зачистили» уезд Циньюань в течение 15 дней. Было сожжено более 95% домов в уезде, в результате чего погиб 4981 человек.  24-го числа японские солдаты убили 97 жителей деревни после совершения прелюбодеяния в деревне Шанше уезда Циньюань. 25-го числа японская армия загнала 129 жителей в храм Лунван у въезда в деревню, закрыла ворота храма и сожгла их. Все, кроме одного человека, который убежал, сгорели. 
В качестве другого примера, с 13 октября 1940 года японская армия провела крупномасштабный поход против западного Хэбэя и северо-востока Шаньси в районе Бэйюэ, от верховьев реки Джума на юге до окрестностей Фупинга. Сначала с севера на юг, а затем с востока на запад, продвигаясь параллельно. В уезде Исянь было разрушено более 2200 домов, и более 800 человек были убиты в районе Чанюгоу уезда. В округе Утай было разрушено 98 больших и малых деревень, разрушено 20067 домов и убиты сотни людей.

В «Кратком обзоре ситуации после битвы» японской армии говорится:
Из-за непрерывных  походов и операций по восстановлению после августа базовые районы 18-й группы армий и основные силы 129-й дивизии были полностью разрушены. Вдобавок я тщательно провел зачистку, и основные деревни, так же как и их лагеря, были сожжены, а различные военные объекты, особенно арсеналы, склады боеприпасов и зернохранилища, были разрушены, поэтому их деятельность будет затруднена.

### 1941
В период с марта по апрель 1941 года японские войска в Северном Китае провели первую кампанию по укреплению безопасности, начав “войну на уничтожение”. Например, в Шаньси, операции японской армии включали:
12 марта японская армия убила более 500 жителей деревни Лисэю.
3 апреля японские солдаты убили более 100 военных и политических сотрудников, студентов и жителей Восьмой армии в деревне Янтива уезда Хешун.
4 апреля японцы убили десятки жителей деревень Шияо, Дулипин и Люцзяшань и сожгли более ста домов.
29 апреля японские войска убили 32 жителя деревни Наньше и разграбили всю их еду и имущество. 
В мае японская армия провела политику трех «всех» в районе Янбэй, в результате чего было убито более 5300 человек, сожжено более 160 деревень и разграблено большое количество продуктов питания, скота и других материалов. 
Как и в Хэбэе, операции японской армии включают:
20 марта японская армия убила 33 жителей деревни Сихуэйше.
27 апреля японская армия публично убила 16 мирных жителей, которые помогали Восьмой армии в сопротивлении японцам в Нуанхетанге, убила весь скот и сожгла всю деревню.
4 мая японская армия напала на деревню Лянгоу и убила более 80 старых и слабых женщин и детей.
14 мая японская армия убила более 70 антияпонских солдат и мирных жителей в Ханьцзяшао и сожгла всю деревню.
28-го числа японцы убили 39 жителей перед Восточным храмом в деревне Янлючжуан, сожгли более 600 домов в деревне, убила весь скот и сожгли всю еду.
27 мая японские войска убили более 800 жителей деревни Бэйтонг уезда Динсянь.
В августе японская армия объявила Утайшань Шанше в районе Гэнчжэня «нейтральной зоной» и арестовала более 140 человек в Цуйцзячжуане и бросила их в реку Путуо, чтобы они утонули. В Мэнкоу утонули более 40 человек, в деревне Юйшэ Ляотуо было убито 162 жителя. Японская армия назвала восемь деревень «нейтральной зоной» в уезде Цзинлун на железнодорожной линии Чжэнтай, арестовала более 4000 человек, убила более 350 человек, подожгла деревню и превратила восемь деревень в выжженную землю. Японцы убили более 700 человек в более чем дюжине деревень у подножия горы Лушань в Пиншане, Хэбэй. Погибли 711 человек в селах Хуанни на горе Пиншань. Погибли 310 человек в более чем десяти деревнях, включая Дунчжуан и Цяньцяньчжуан на юго-востоке Цзаоцяна, Цзичжун. Японская армия осуществила окружение и подавление в округе Циньюань, Шаньси, и убила 186 беженцев в деревнях Ханьхун и Шанше с помощью ядовитого газа.
В конце сентября боевые действия перешли в третью стадию и закончились в середине октября. Второе движение по укреплению безопасности повлекло за собой тяжелые жертвы и потери среди гражданского населения, где бы оно ни происходило. Только в округах Пинси и Бэйюэ (северо-восток Шаньси и западный Хэбэй) погибло более 4500 человек. На работу взято более 20 000 человек молодого и среднего возраста. Было разрушено более 150 000 домов, мирные жители потеряли более 45 миллионов фунтов зерна, более 30 000 голов скота, более 50 000  птиц и более 237 000 сельскохозяйственных орудий.

### 1942
С 16 апреля по 1 мая японцы убили более 350 человек в Луцзяю и 342 человека в 24 деревнях, включая Юмулин и Ицзицюань в Куанчэн. 20 апреля японцы убили более 1000 человек в Нюцзячжуане, Шаньчжуане и других деревнях и сожгли более 1700 частных домов. Японская армия убила более 1300 мирных жителей в деревне Заолинь уезда Нэйхуан. Вся деревня была почти полностью уничтожена, а тела были засыпаны в колодцы. В апреле японская армия убила более 200 жителей деревни Букоу, Шаньдун. 15-го числа японская армия убила более 10 жителей во время «зачистки» деревни Сяован, сожгла более 820 домов в деревне и сровняла с землей всю деревню.
Начиная с 1 мая Окамура Нинджи возглавил три дивизии и две смешанные бригады, в общей сложности более 50 000 японских солдат, которые начали крупномасштабный рейд в центре Хэбэя. «Широкая территория, большая продолжительность и жестокость рейда беспрецедентны». Японская армия создала 1733 опорных пункта и бункеров в районе рейда, вырыла более 4100 километров блокадных траншей. В то же время они построили железные и автомобильные дороги для увеличения скорости и мобильности войск. В мае японцы убили более 30 000 человек в округе Жаоян, более 300 человек были убиты и более 400 человек были захвачены в качестве рабов на северо-востоке страны. Сгорело более тысячи домов. 27 мая японская армия напала на деревню Бейтонг, округ Дин, Цзичжун, изгнав более 800 человек слезоточивым газом.  Деревня Лянгоу в уезде Уань была полностью сожжена после оккупации японскими войсками. Весь скот, овцы были убиты, посевы были сожжены. 15 человек в деревне были убиты.
14 июня японские солдаты убили 167 человек в деревне Ебэй провинции Хэбэй, погибли 9 младенцев и  8 семей.
В июне японская армия убила двух жителей деревни Ванши провинции Шаньдун, ранила более 30 человек, ограбила более 70 голов крупного рогатого скота и сожгла более 360 домов. В Даянчжуане уезда Синь были убиты трое жителей деревни, более 60 человек были захвачены в плен, 6 домов были сожжены, более 50 голов крупного рогатого скота и более 6000 фунтов зерна были разграблены. В августе японская армия «зачистила» китайцев, захваченных в Тяньцзячжуане и других местах, и убила в общей сложности 120 мужчин и женщин в возрасте от 20 до 50 лет. С 12 июля до начала августа японские войска убили более 70 жителей деревни и сожгли более 300 домов в деревне Дунцзе.
В июле японская армия взорвала 128 плотин во время проливных дождей в центральной части Хэбэя. Все 35 округов в центральной части Хэбэя были затоплены. Число пострадавших деревень достигло 6752, что составляет 96% от общего числа. В результате стихийного бедствия пострадали более 1,53 миллиона акров сельскохозяйственных культур, было разрушено почти 170 000 домов и пострадали более 2 миллионов человек. Японская армия воспользовалась случаем, чтобы вырезать мирных жителей и разграбить припасы.

### 1943
Чтобы подавить сопротивление в сельской местности, японская армия постоянно посылала крупномасштабные войска для проведения «региональных зачисток» на территориях, разделенных на регионы, и требовала «полных зачисток». Боевая мощь Сангуана была сильнее, чем в 1942 году. В каждом районе размещалось от 10 000 до 60 000 солдат, а также специальные оперативные группы, которые специализировались на разграблении. Например, с 19 апреля Окамура Нинджи лично возглавил более 20 000 японских войск, чтобы зачистить коммунистические районы на юге и севере Хэбэя, а  15 000 японских и марионеточных войск атаковали Восьмую армию на горе Тайхан. Японская армия провела организованное массовое истребление деревень в районе, мимо которого она проходила, сжигая дома и сельскохозяйственные орудия.
В другом примере с сентября по декабрь Окамура Неджи направил более 40 000 японских и марионеточных войск для уничтожения осеннего урожая в Западном Хэбэе, утверждая, что провел «разрушительную зачистку» с целью уничтожения всех человеческих и материальных ресурсов, на которых опиралась Восьмая Маршрутная армия.  По этой причине японская армия начала грабить припасы в отдаленных горных долинах и пещерах, и в то же время подвергала более тираническим наказаниям мирных жителей, которые помогали Восьмой Армии или отказывались сотрудничать. Их пытали и убивали  жестокими методами: принуждали сельских жителей обнажиться в снегу, заставляли сельских жителей мужского пола встать на колени и смотреть, как всех женщин насилуют и убивают и т.д.  Японцы убили в общей сложности 6 674 человека, сожгли почти 55 000 домов, конфисковали более 29 миллионов фунтов зерна, почти 20 000 голов скота и более 170 000 сельскохозяйственных орудий. 23 декабря того же года японские войска сожгли и разграбили деревню Хехе на острове Хайнань. Они собрали в деревне 10 молодых женщин и изнасиловали их. Одна 14-летняя девочка была изнасилована и зарезана ножом. Две 15-летние девочки были убиты. Груди были отрезаны, а у беременных женщин были извлечены плоды путем кесарева сечения. Выжила только одна из десяти женщин. Японская армия убила 353 жителей этой деревни.

### 1944
После 1944 года из-за неуклонного отступления Японии  на Тихом океане ее военная мощь была напряженной, и она продолжала притягивать войска с тыла на поле боя на Тихом океане. Качество отправленных войск в Китай становится все более низким, их численность постепенно уменьшается, а их контроль над оккупированными территориями еще более ослабляется. В этой ситуации 8-я армия постепенно контратаковала и постепенно отвоевала многие базы, которые были потеряны после 1942 года. Например, с февраля по апрель 1944 года Восьмая армия  в Цзичжуне начала «“опустошение бункеров», в результате которой количество бункерных опорных пунктов японских и японских марионеток сократилось с 1082 до 519, вернувшись на уровень до зачистки 1 мая. 1942 г. После 1944 года основной целью операции японской армии в Сангуане было пополнение запасов, масштабы были небольшими, а эффект не был столь очевиден, как в предыдущие два года.
В исследовании Мицуёси Химэты, опубликованном в 1996 году, высказывается мнение, что политика трёх «всех» прямо или косвенно привела к гибели более 2,7 миллиона гражданского населения Китая. Основываясь на данных Химэты и Акиры Фудзивары, историк Герберт Бикс в своей книге «Хирохито и создание современной Японии» делает вывод, что политика трёх «всех» намного превзошла известную Нанкинскую резню не только по количеству жертв, но и по жестокости.
В настоящее время политика трёх «всех» всё ещё остаётся предметом дискуссий историков. Хотя сам факт её применения отвергается лишь японскими ультранационалистами, масштаб её использования и последствия, вызванные её применением, являются предметом споров.

## В культуре
- Политика трёх «всех» показана в фильме «Дети Хуанши»[12].